# ワイヤーママ
『ワイヤーママ』は、あわわ発行の徳島県の育児情報誌（月刊フリーペーパー）。通称「ワイヤー」（WIRE）。
地域密着型の商業ベースの育児雑誌として、最も歴史が古いタウン誌の一つである。

## 概要
株式会社あわわにてあわわの編集長を務めた原田剛が独立してワイヤーオレンジを設立、2001年9月14日に雑誌版創刊。2005年の三重県版フランチャイズスタートを皮切りに、熊本版、佐賀版、大分版、長崎版、香川版、京都版、そして姉妹誌としての福岡版（リトル・ママ新聞）で現在全国9都市にフランチャイズ展開。
2006年4月号では、徳島県のタウン誌としては初の現役女優・水野真紀を表紙に起用。
2017年にワイヤーオレンジの全事業をあわわに譲渡、以降あわわからの発行となる。